# Elena Frías de Chávez
Elena Frías de Chávez (sinh năm 1935) là mẹ của cố tổng thống Venezuela Hugo Chávez, Aníbal José Chávez Frías và Adán Chávez. Bà là cựu Đệ nhất phu nhân của bang Barinas và là vợ của Thống đốc Hugo de los Reyes Chávez. Cô lớn lên ở làng San Hipólito, gần thủ đô Barinas, và gặp chồng mình, Hugo de los Reyes Chávez, khi cô 16 tuổi và anh 19 tuổi và làm giáo viên ở nông thôn. Cô đã nuôi 6 người con trai, trong đó có Hugo, đứa con thứ hai của cô.